# شویچی موراتا
شویچی موراتا (انگلیسی: Shuichi Murata؛ زادهٔ ۲۸ دسامبر ۱۹۸۰) بازیکن سابق و مربی بیس‌بال اهل ژاپن است.
وی در مسابقات کشوری و بین‌المللی در مجموع برندهٔ ۱ مدال طلا شده‌است.